# ون بورنزبورگ (ایلینوی)
ون بورنزبورگ، ایلینوی (به انگلیسی: Van Burensburg, Illinois) یک محدوده ثبت‌نشده در ایالات متحده آمریکا است که در شهرستان مونتگمری، ایلینوی واقع شده‌است.

## خصوصیات
ون بورنزبورگ ۱۸۱٫۹۷ متر بالاتر از سطح دریا واقع شده‌است.